# Negotinthia
Negotinthia is een geslacht van vlinders uit de familie wespvlinders (Sesiidae), onderfamilie Tinthiinae.
Negotinthia is voor het eerst wetenschappelijk beschreven door Gorbunov in 2001. De typesoort is Paranthrene myrmosaeformis.

## Soorten
Negotinthia omvat de volgende soorten:
- Negotinthia hoplisiformis (Mann, 1864)
- Negotinthia myrmosaeformis (Herrich-Schäffer, 1846)